# 幣原喜重郎
幣原 喜重郎（しではら きじゅうろう、旧字体：幣󠄁原 喜重郞、1872年9月13日〈明治5年8月11日〉- 1951年〈昭和26年〉3月10日）は、日本の政治家、外交官。爵位は男爵。位階は従一位。勲等は勲一等。
外務大臣（第40・41・43・44代）、貴族院議員（勅選議員）、内閣総理大臣臨時代理、内閣総理大臣（第44代）、第一復員大臣（初代）、第二復員大臣（初代）、復員庁総裁（初代）、副総理、衆議院議員（2期）、衆議院議長（第40代）、日本進歩党総裁（第2代）を歴任した。

## 生涯

### 生い立ち
明治5年8月11日（1872年9月13日）、堺県茨田郡門真一番下村（現・大阪府門真市）の豪農の家に生まれた。兄・坦は教育行政官、台北帝国大学初代総長。大阪城西側にあった官立大阪中学校（のち京都に移転、第三高等中学校となる）から、第三高等中学校（首席卒業）を経て、1895年（明治28年） 東京帝国大学法科大学卒業。濱口雄幸とは、第三高等中学校、帝国大学法科大学時代を通じての同級生であり2人の成績は常に1、2位を争ったという。
大学卒業後は農商務省に入省したが、翌1896年（明治29年）外交官試験に合格し、外務省に転じた。

### 外務省

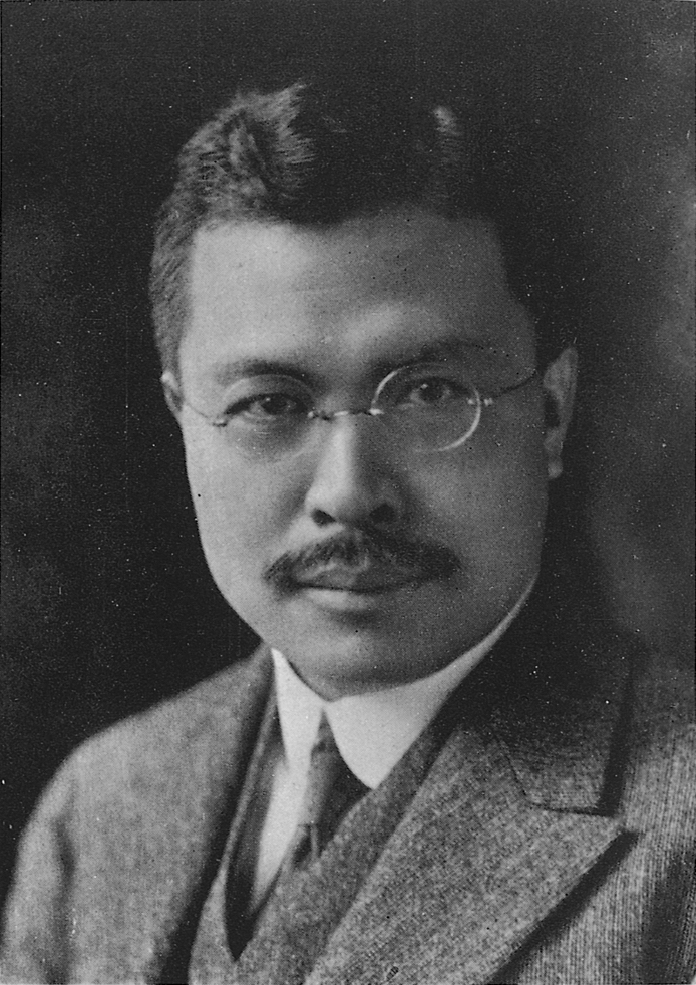
1929年の幣原

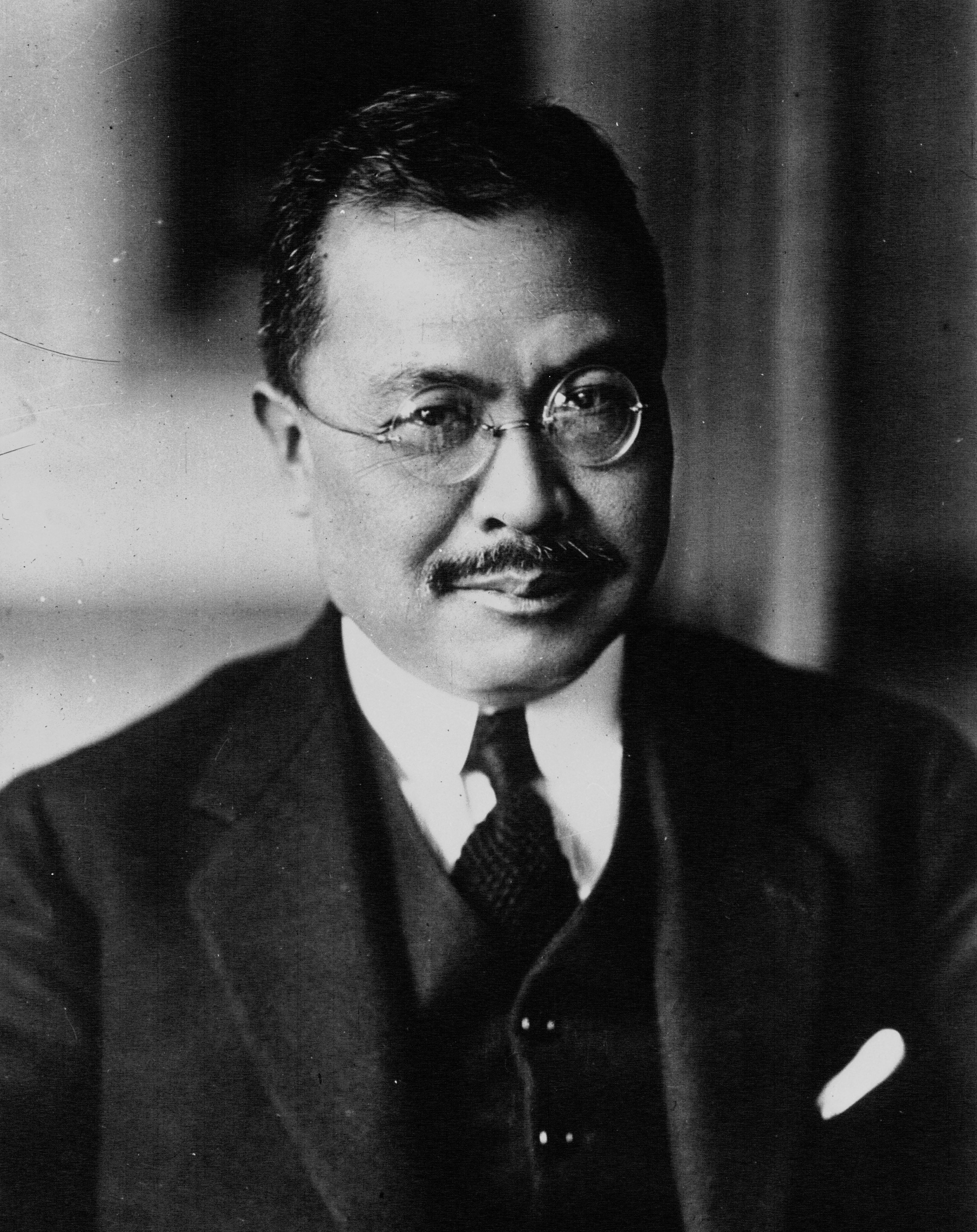
1930年の幣原

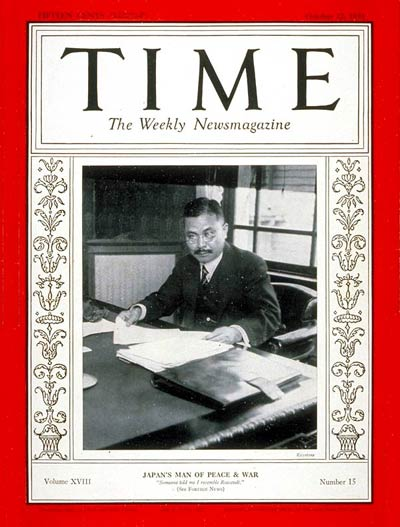
『タイム』1931年10月12日号の表紙に掲載された幣原

外務省入省後、仁川、ロンドン、ベルギー、釜山の各領事館に在勤後、ワシントン、ロンドンの各大使館参事官、オランダ公使を経て1915年（大正4年）に外務次官となり、1919年（大正8年）に駐米大使。第一次世界大戦後にアメリカ合衆国大統領ウォレン・ハーディングの提唱で開かれた国際軍縮会議、ワシントン会議においては全権委員を務める。

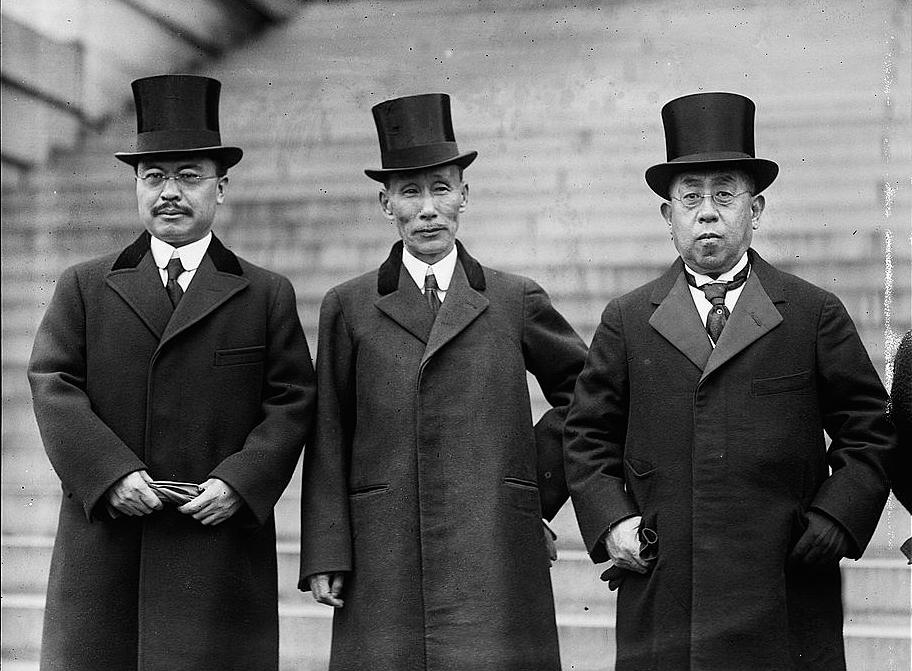
ワシントン軍縮会議前の全権大使。左から幣原喜重郎・加藤友三郎・徳川家達。

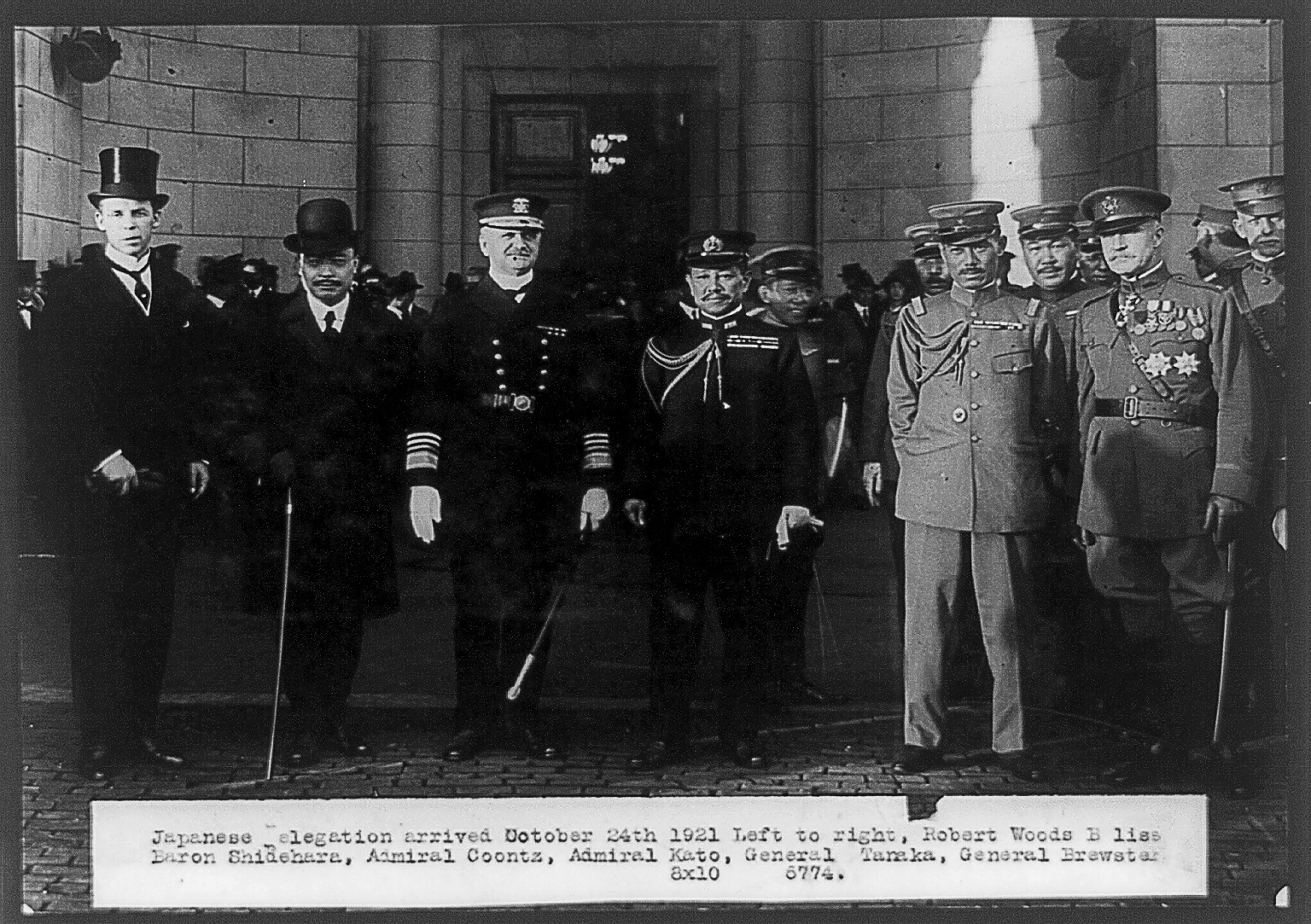
1921年10月24日、ワシントン会議にてロバート・ウッズ・ブリス（左から1人目）、ロバート・クーンツ（左から3人目）、加藤寛治（右から3人目）、田中国重（右から2人目）、アンドレ・ブリュースター（右から1人目）と

### 外務大臣歴任
外務大臣になったのは1924年（大正13年）の加藤高明内閣が最初であった。以降、若槻内閣（1次・2次）、濱口内閣と憲政会→立憲民政党内閣で4回外相を歴任した。
彼の1920年代の自由主義体制における国際協調路線は「幣原外交」とも称され、軍部の軍拡自主路線「田中外交」と対立した。ワシントン体制に基づき、対米英に対しては列強協調を追求した。日英同盟について、英国側は同盟の内容を実質的には変更せずに、米国を加えた「日英米三国協商」を提唱したが、幣原はこれを拒否して、同盟による“勢力均衡”と決別し、米国の理想主義的な原則に同調して四カ国条約を結んだ。一方で幣原は、民族運動が高揚する中国においては、あくまで条約上の権益擁護のみを追求し、東アジアに特別な地位を占める日本が中心となって安定した秩序を形成していくべきとの方針であった。そのため、1925年（大正14年）の5・30事件においては、在華紡（在中国の日系製糸会社）の中国人ストライキに対して奉天軍閥の張作霖に要請して武力鎮圧するなど、権益の擁護をはかっている。
1926年（大正15年）に蔣介石が国民革命軍率いて行った北伐に対しては、内政不干渉の方針に基づき、アメリカとともにイギリスによる派兵の要請を拒絶。しかし、1927年（昭和2年）3月に南京事件が発生すると、軍部や政友会のみならず閣内でも宇垣一成陸相が政策転換を求めるなど批判が高まった。こうした幣原外交への反感は金融恐慌における若槻内閣倒閣の重要な要素となった。
1930年（昭和5年）にロンドン海軍軍縮条約を締結させると、特に軍部からは「軟弱外交」と非難された。1931年（昭和6年）夏、広州国民政府の外交部長陳友仁が訪日し、張学良を満洲から排除し満洲を日本が任命する政権の下において統治させ、中国は間接的な宗主権のみを保持することを提案したが、幣原外相は一蹴した。その後、関東軍の独走で勃発した満洲事変の収拾に失敗し、政界を退いた。幣原外交の終焉は文民外交の終焉であり、その後は軍部が独断する時代が終戦まで続いた。
なお、濱口内閣時代には、濱口雄幸総理の銃撃による負傷療養期間中、宮中席次の規定により次席であった幣原が内閣総理大臣臨時代理を務めた。立憲民政党の党員でなかった幣原が臨時代理を務めたことは野党立憲政友会の批判の的となり、また同じく批判されたロンドン条約については天皇による批准済みであると国会答弁でしたことが天皇への責任転嫁であると失言問題を追及された。その際の首相臨時代理在任期間116日は最長記録である。
第2次若槻内閣の総辞職以降は表舞台から遠ざかっていたが、南部仏印進駐のころに近衛文麿に今後の見通しを訊かれ、「南部仏印に向かって出帆したばかりの陸軍の船団をなんとか呼び戻せませんか？あるいは台湾に留め置けませんか？それが出来ずに進駐が実現すれば、絶対アメリカとの戦争は避けられません」と直言し、予言が的中した逸話が残っている。
第二次世界大戦末期の1945年5月25日、空襲により千駄ヶ谷の自邸が焼失。多摩川畔にあった三菱系の農場に移った。

### 内閣総理大臣

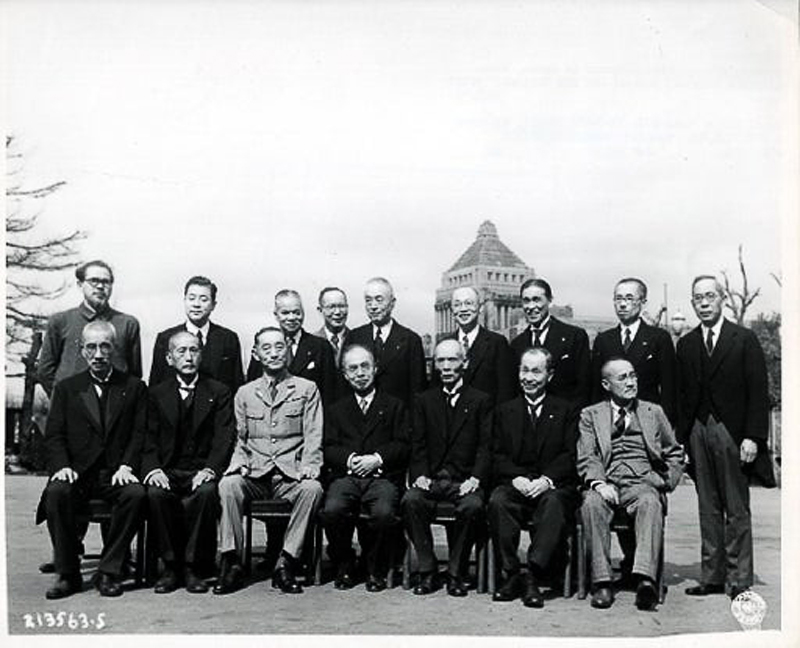
1945年10月9日、幣原内閣の閣僚らと

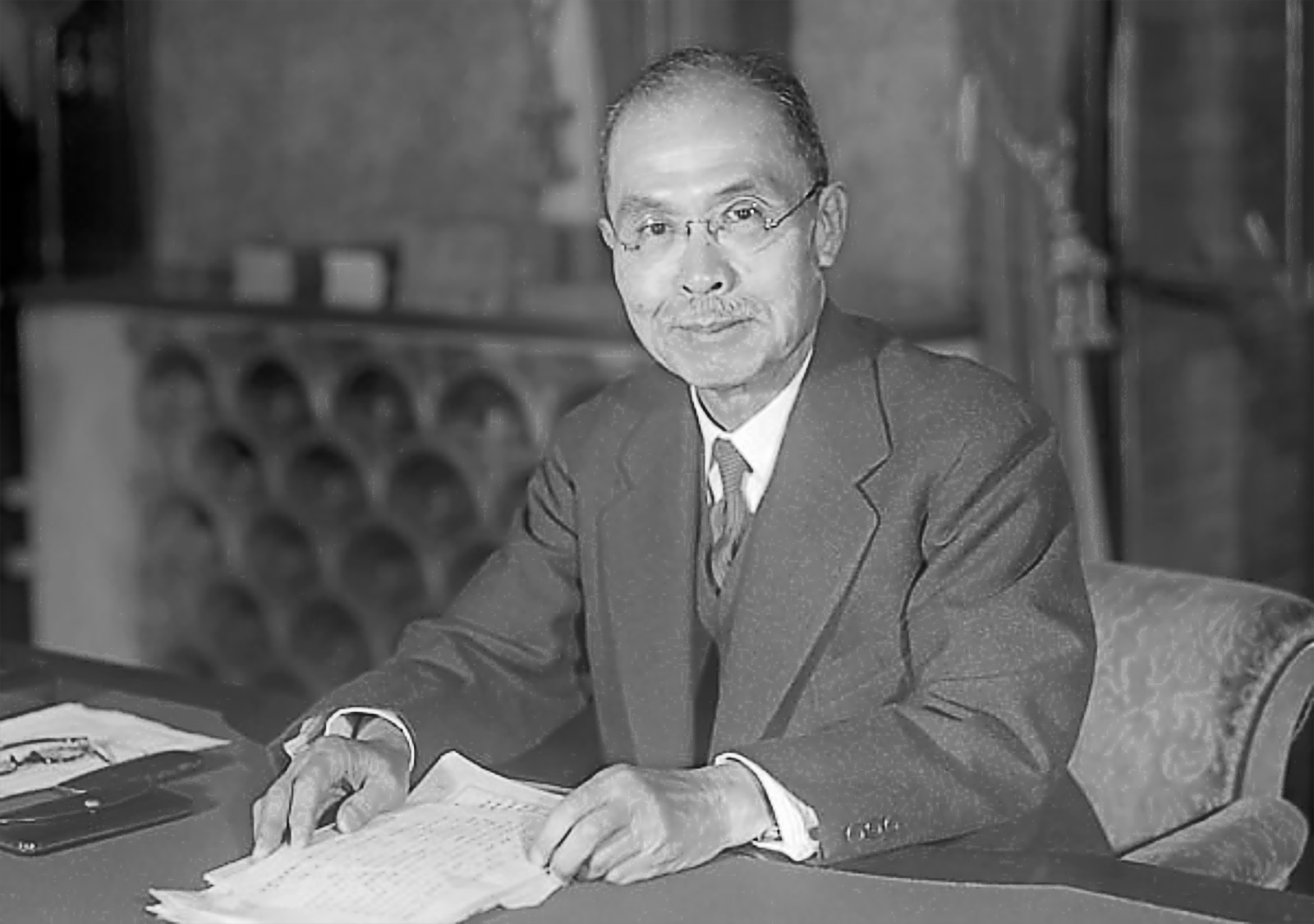
幣原喜重郎

戦後の1945年10月9日に、10月5日の東久邇宮内閣の総辞職を受け内閣総理大臣に就任。本人は首相に指名されたことを嫌がって引っ越しの準備をしていたが、同じく指名を固辞した吉田茂の後押しや昭和天皇じきじきの説得などもあり政界に返り咲いた。幣原の再登場を聞いた古手の政治記者が「幣原さんはまだ生きていたのか」と言ったという逸話が残るほど、当時の政界では忘れられた存在となっていたが、親英米派としての独自のパイプを用いて活躍した。ただし、吉田が幣原を首相に推したのは吉田の政治的な地位作りのためであったともいわれている。
1945年10月11日、マッカーサーに新任の挨拶を行うために連合国軍最高司令官総司令部を訪問。挨拶という体裁ではあったが、持ち前の卓越した英語力、外交官としての見識などを持って一時間にわたる会談となった。マッカーサーからはポツダム宣言に沿って憲法改正を行うこと、人権確保のための改革を行うこと、厳冬期対策を急ぐべきことの要求が出された。

### 日本国憲法と幣原
幣原と日本国憲法の制定については様々な研究が行われているが、特に日本国憲法第9条における戦争の放棄については、幣原の発案であるかどうかという論争が行われている。
幣原は当初天皇制の維持のため、憲法改正には消極的であった。
幣原は1951年に公刊した『外交五十年』において、9条の発案者は自身であると述べている。これによれば、1945年8月15日に玉音放送を聞いた後、電車内で泣き叫ぶ男に出会ったのがきっかけで、「戦争を放棄し、軍備を全廃」することを発案したという。後にマッカーサーも9条は幣原の提案によると述べている。一方で松本烝治、芦田均といった幣原内閣の閣僚、木内四郎内閣副書記官長、増田甲子七、押谷富三といった政治家、幣原の息子道太郎も幣原の発案であることを否定している。
1946年1月24日、幣原は風邪をひいた際にマッカーサーからペニシリンを贈られたことに対する返礼を名目に会談を行った（ペニシリン会談）。マッカーサーの回顧録によれば、この席で幣原が戦力の放棄を含む戦争放棄の新憲法制定の提案を行ったという。後に幣原が大平駒槌に語った談話（羽室メモ）によれば、「僕はかねて考えていた戦争を世界中がしなくなる様になるには戦争を放棄するという事以外にないと考える」「世界から信用をなくしてしまつた日本にとつて戦争を放棄すると云ふ様な事をハツキリと世界に声明する事それだけが日本を信用してもらえる唯一のほこりとなる事じやないだろうか」と述べ、マッカーサーも大いに感動していたという。
ただしチャールズ・L・ケーディス民政局次長の回想によれば、マッカーサーから告げられた会談のテーマは公職追放についてであったという。また「羽室メモ」通りのことを幣原が述べたとしても、「声明」にとどまっており、憲法に戦力の不保持とともに書き込むというものではなかった。
1月30日、閣議において新憲法の政府案である松本試案について検討が行われた。この席で幣原は軍に関する条項を削除するよう求めたが、「大勢カラ云ヘバイツカ軍ハ出来ルト思フガ今、之ニ入レルコトハ刺激ガツヨスギル」「（GHQとの交渉に）一、 二ケ月モ引カツテシマフ」と述べたように、単に交渉的な問題であり、将来的な軍の保有を排除したものではなかった。松本試案は新聞によって暴露され、日本政府の憲法案が不十分であると判断したマッカーサーは、2月3日に民政局に対して新憲法草案を作成するよう命じた。この際マッカーサーは自衛権をも含む戦争放棄を含めた新憲法の原則「マッカーサー・ノート」を示している。
2月13日、コートニー・ホイットニー民政局局長は、松本試案を否定し戦争放棄を含むGHQの憲法草案（マッカーサー草案）を幣原と松本烝治国務大臣に手交した。広田弘毅の弁護人を務めた広田洋二は、幣原の秘書である岸倉松の証言から「幣原首相もちよつとおどろいたようであり」と、幣原が憲法に戦争放棄条項が含まれることを予想していなかったことを述べている。2月18日にはホイットニー民政局局長は48時間以内の回答を要求した。閣議は紛糾し、2月21日にマッカーサーと幣原、芦田均・小林一三の会談が行われた。この席で幣原は主権在民の明文化に難色を示すとともに、「（戦争放棄の条文化は）世界のどの国の憲法にもない異例な話で」と戦争放棄条項についても否定的な意見を述べた。マッカーサーは「日本の為に図るに寧ろ第二章（GHQ草案）の如く国策遂行の為めにする戦争を抛棄すると声明して日本がMoral Leadershipを握るべきだと思ふ」と述べたが、幣原は「leadershipと言はれるが、おそらく誰もfollowerとならない」と否定した。しかしマッカーサーは「譲ることも変へることも出来ない」と受諾を要求した。
2月22日、GHQ側から渡された憲法草案を原則的に受諾することが閣議決定された。ただし、戦争放棄条項については松本国務大臣が前文に移すことを提案したがホイットニー民政局局長に却下され、修文・翻訳を通じて「ウマク曲文」することとなった。同日、天皇を訪ね経緯と内容を報告した。
幣原は3月15日の閣議で「天子様をすてるかすてぬかと云ふ事態に直面して、あの司令部側の申出を承諾した」と述べており、GHQ案の受諾は天皇制維持という受動的な動機にすぎなかった。

#### 憲法9条幣原発案説論争
古関彰一は戦争放棄の発案者は幣原であるとし、マッカーサーがその提案を受けて条項化を指示したとした。深瀬忠一、河上暁弘、笠原十九司などは更に幣原の主導性を重視し、幣原が発案者であるとしている。一方で佐々木髙雄、五百籏頭眞は1946年1月24日会談における幣原の提案は不戦条約レベルのものではなかったかとしている。また幣原が年来の考えであった非戦思想をマッカーサーに話したことと、マッカーサーがそれに共鳴したことによって9条が生まれたという見解もある。幣原内閣の外務大臣であった吉田茂や幣原の秘書岸倉松、佐藤達夫法制局次長などはこの見解を取っている。
2020年代においては笠原十九司は幣原発案説を支持しているが、幣原の評伝を著した熊本史雄や種稲秀司は否定している。
幣原喜重郎の長男・幣原道太郎氏は憲法問題について父から直接聞いたことはないとしながらも、多くの文書や証言から幣原が戦争放棄の憲法条文化を意図したことはまったくなかったとして、幣原が世界中が戦力をもたないという理想論を語ったのを聞いたマッカーサーが日本単独の戦力放棄として憲法条文にすることを思いついた、としている。
発案者公表の経緯
マッカーサーは1950年1月1日の「日本国民諸君」というメッセージにおいて、戦争放棄規定は「日本人みずから考え出したもの」と述べているが、幣原とは明示しなかった。
1976年に外務省が公開したマッカーサー・ノートには、戦争放棄条項の次に括弧書きで「この考えは、最初に当時の幣原首相から最高司令官に表明され、司令官はただちにそれにつき心からの支持を与えた。」という注釈が入っているが、もとの公式文書であるマッカーサー・ノートには入っていない。これは1950年11月11日にマッカーサー・ノートを記事にしようとした『ニッポン・タイムズ（現ジャパンタイムズ）』に掲載の許可を与えた際、GHQ側が掲載の条件として括弧書きの文面を提示したものである。これ以降マッカーサーも幣原の発案であることを語るようになり、1951年5月5日のアメリカ合衆国上院軍事・外交合同委員会での証言、1962年の内閣憲法調査会への高柳賢三会長への書簡、1964年に刊行された回顧録でも幣原の発案であると述べている。また幣原も1951年刊行の回顧録『外交五十年』において発案者であると記している。
平野文書
幣原の秘書をしていたという衆議院議員平野三郎は1958年頃から自由民主党内における護憲派として、幣原が憲法9条の発案者であるという主張を行うようになった。1963年11月頃、平野が幣原の発案を裏付ける文書を持っているという情報が一部メディアに取り上げられた。この頃内閣憲法調査会でも9条の発案者が幣原かどうかを調査することとなった。憲法調査会会長の高柳賢三は、護憲派の立場から幣原発案説を支持し、否定派の議員と対立していた。このような状況で、平野は1951年2月下旬に日向ぼっこをしながら幣原から話を聞き、その内容をまとめたという文書（平野文書）を提出した。この文書では「原子爆弾というものが出来た以上、世界の事情は根本的に変って終った」「戦争をやめるには武器を持たないことが一番の保証になる」と戦力の放棄を述べられており、1946年1月24日会談で「天皇の人間化と戦争放棄を同時に提案」 したとしており、「日本がアメリカと全く同じものになったら誰が世界の運命を切り拓くか」と日米の軍事一体化を否定するものであった。しかし憲法調査会での評価は芳しく無く、平野も文書のもととなったというメモを提示しなかったため、最終報告書にも取り上げられなかった。笠原十九司は「幣原でなければ言えなかった事実」「平野には創作できなかった事実」であるとしているが、佐々木髙雄や中村克明は創作である可能性を指摘している。佐々木は1951年2月下旬は幣原が日向ぼっこができるような日はなかったこと、平野が文書の原本であるメモを提出しなかったことを指摘している。また種稲秀司は幣原の他の発言や思想と一致しないことや幣原没後のことである冷戦を意識したような記述から、「矛盾や齟齬があまりにも多い怪文書」と評している。
同時代証言の信憑性
幣原は『外交五十年』の序文において「私の記憶に存する限り正確を期した積りである」と述べている。一方で幣原は秋元俊吉宛書簡で記者の質問に対して口頭で話したものを、「精読、加筆の暇もなく発表」されたものであるとしている。また幣原と親交があった紫垣隆は、幣原が執筆中の『外交50年』の原稿を指して、「この原稿も、僕の本心で書いているのでなく韓信が股をくぐる思いで書いているものだ。何れ出版予定のものだが、お手許にも送るつもりだから、読んでくだされば解る。これは勝者の根深い猜疑と弾圧を和らげる悲しき手段の一つなのだ」と述べていたとしている。種稲秀司は幣原が玉音放送までポツダム宣言受諾を聞いていなかったと記しているが、東郷茂徳外相とたびたび会談を行っていたことから考えにくいことなどを指摘したうえで、『外交五十年』の公刊までは幣原自身が発案者であったことを述べていないことなどから、この日記は無批判に引用できるものではないとしている。
更に幣原は直後の閣議等では戦争放棄案を後押しするような動きも見せず、後年には民政局員ハリー・エマーソン・ワイルズに「戦争放棄条項を見て驚いた」、「趣旨をマッカーサーに話したが、憲法に入れることまで言わなかった」と述べており、2月21日にはマッカーサーに「どのような軍隊なら保持できるのですか」という質問を行っている。また幣原の側近であった村山有は、幣原が「戦争放棄はわしから望んだことにしよう」と述べたとしているなど、幣原は『回想五十年』との記述と齟齬のある言動をしばしば行っている。
また佐々木髙雄や小林直樹は、マッカーサーが幣原発案を主張するようになったのは、朝鮮戦争勃発後に日本の再軍備の責任を問われかねない状況となったため、責任回避のために幣原に責任転嫁したのではないかとしている。また増田弘もマッカーサー回顧録には「自己弁護」や「責任転嫁」が目立ち、憲法制定の経緯については「二重三重に自己防衛に配慮した形跡」が見られると指摘している。また、ホイットニーの後任であるフランク・リゾーは、マッカーサーの最側近であるホイットニーは、当初9条の発案者として「アウワ・オールドマン」とマッカーサーであるとしていたが、朝鮮戦争勃発時からは「ユア・オールドマン」と幣原を指すようになったとしている。
一方で幣原発案説をとる笠原十九司は、マッカーサーの演説を批判的に見る佐々木の意見を「下衆の勘繰りに近い」と批判している。また幣原が内閣において発案者であると振る舞わなかったのは、内閣の瓦解を恐れたための演技であったとしている。またマッカーサーとの会談で戦争放棄の明記に反対して「誰もfollowerとならない」と幣原が述べたという『芦田均日記』の記述は、憲法調査会に提出された内閣法制局次長だった入江俊郎の著書『憲法成立の経緯と憲法上の諸問題』と相違しているため正確ではないとしている。ただし幣原が戦争放棄の明記に反対したという証言は『小林一三日記』にも記載されている。

### 晩年

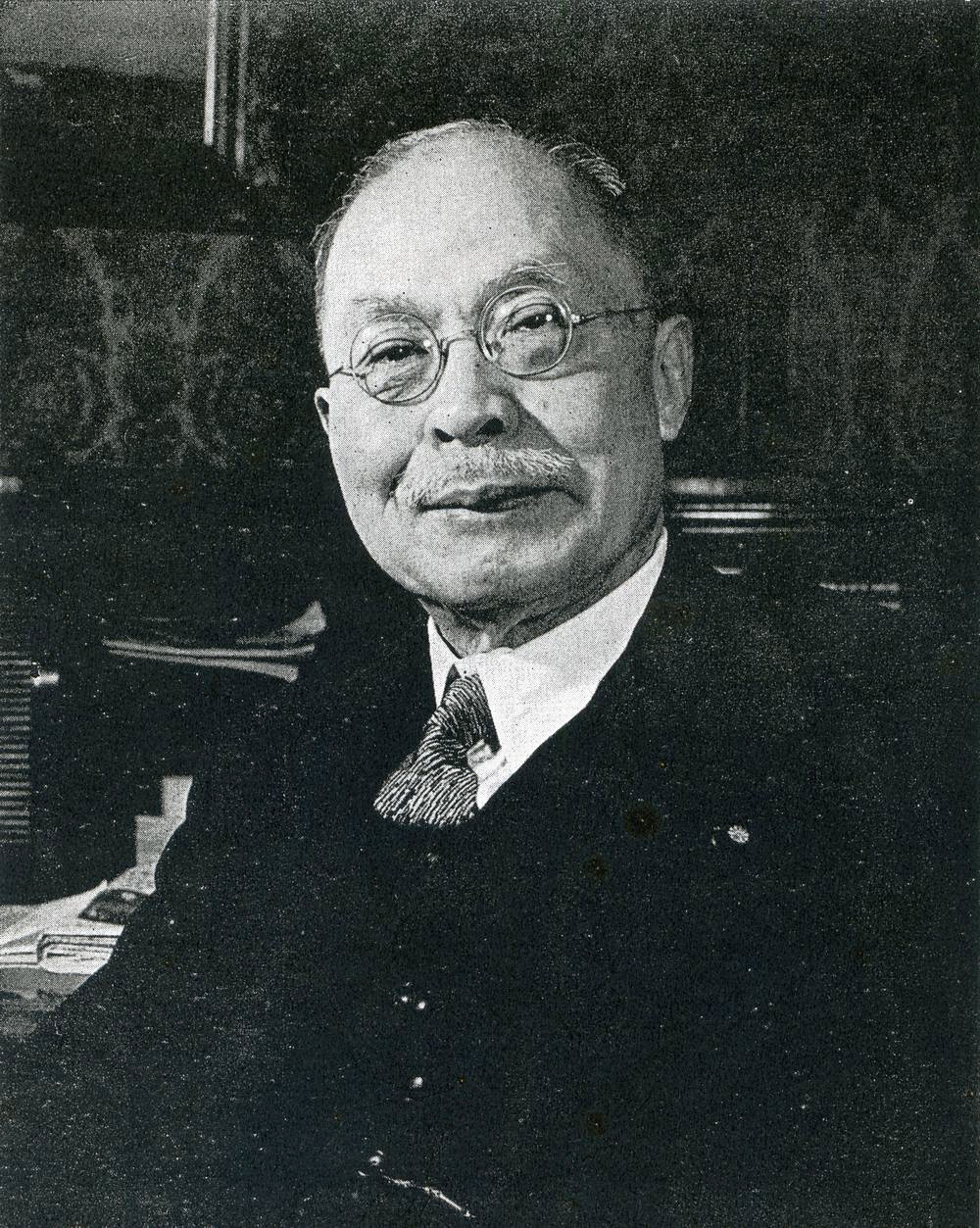
衆院議長（1949年）

旧憲法下最後、そして戦後初の総選挙となる1946年（昭和21年）4月10日の第22回衆議院議員総選挙では、日本自由党が第一党となり総辞職。第1次吉田内閣が発足する。幣原は無任所の国務大臣として入閣（のちに復員庁総裁兼務）。
1947年（昭和22年）の第23回衆議院議員総選挙で初当選。日本進歩党総裁となり、民主党の結成にも参加したが、片山内閣の社会主義政策を批判して田中角栄、原健三郎、本間俊一、中山マサ、小平久雄ら幣原派の若手議員とともに民主自由党に参加、衆議院議長に就任する。内閣総理大臣経験者の衆議院議長は初めてであった（貴族院議長は初代の伊藤博文が第1次内閣と第2次内閣の間に在任しており、他に近衛文麿が議長経験後に首相就任している。衆議院と参議院は幣原の後も例がない）。
安全保障分野においては、再軍備は世界の反発を受けるとして否定しながらも、アメリカとの関係強化によりソビエト連邦の侵略に抵抗するべきという考え方を持っていた。1950年にはジョン・フォスター・ダレス国務省顧問に対し、共産主義者の侵略の危険性と再軍備の経済的負担の懸念を理由として、アメリカによる永久占領を求めている。また朝鮮戦争の激化に伴い、第10回国会の議長挨拶では自衛権の発動に言及する草稿を準備している。中島弥団次によれば、この頃の幣原の再軍備に対する考えは芦田均と吉田茂の中間であったという。

### 死去
1951年（昭和26年）3月10日、議長在任中に心筋梗塞のため死去。享年80（満78歳没）。議長在任中の死去であったことから、葬儀は衆議院葬として行われた。なお、皇室からは弔問使などが派遣されたほか祭粢料、供物、花、昭和天皇からの御沙汰書を賜った。
墓所は豊島区駒込の染井霊園。

## 栄典
位階
- 1896年（明治29年）10月30日 - 従七位[59]
- 1901年（明治34年）4月20日 - 正七位[60]
- 1903年（明治36年）10月10日 - 従六位[61]
- 1905年（明治38年）12月27日 - 正六位[62]
- 1908年（明治41年）3月30日 - 従五位[63]
- 1911年（明治44年）9月20日 - 正五位[64]
- 1915年（大正4年）12月10日 - 従四位[65]
- 1919年（大正8年）10月30日 - 正四位[66]
- 1922年（大正11年）11月10日 - 従三位[67]
- 1925年（大正14年）12月1日 - 正三位[68]
- 1931年（昭和6年）2月16日 - 従二位[69]
- 1951年（昭和26年）3月10日 - 従一位[70]

爵位
- 1920年（大正9年）9月7日 - 男爵[71]

勲章など
| 受章年                    | 略綬 | 勲章名                       | 備考 |
| ------------------------- | ---- | ---------------------------- | ---- |
| 1906年（明治39年）4月1日  |      | 明治三十七八年従軍記章       |      |
| 1911年（明治44年）8月24日 |      | 勲二等瑞宝章                 |      |
| 1912年（大正元年）8月1日  |      | 韓国併合記念章               |      |
| 1916年（大正5年）8月19日  |      | 勲一等瑞宝章                 |      |
| 1920年（大正9年）9月7日   |      | 勲一等旭日大綬章             |      |
| 1921年（大正10年）7月1日  |      | 第一回国勢調査記念章         |      |
| 1930年（昭和5年）12月5日  |      | 帝都復興記念章               |      |
| 1931年（昭和6年）12月12日 |      | 旭日桐花大綬章               |      |
| 1934年（昭和9年）4月29日  |      | 昭和六年乃至九年事変従軍記章 |      |
| 1940年（昭和15年）4月29日 |      | 銀杯一組                     |      |
| 1940年（昭和15年）8月15日 |      | 紀元二千六百年祝典記念章     |      |

外国勲章佩用允許
| 受章年                    | 国籍           | 略綬 | 勲章名                               | 備考 |
| ------------------------- | -------------- | ---- | ------------------------------------ | ---- |
| 1914年（大正3年）6月18日  | イタリア王国   |      | サンモーリスエラザル第二等勲章       |      |
| 1915年（大正4年）11月12日 | オランダ王国   |      | オランジュナッソー第一等勲章         |      |
| 1918年（大正7年）7月3日   | イギリス帝国   |      | ブリティッシュエムパイアー第二等勲章 |      |
| 1925年（大正14年）7月11日 | ベルギー王国   |      | レオポール勲章グランクロア           |      |
| 1926年（大正15年）8月24日 | ペルー共和国   |      | ソレイユ勲章グランクロア             |      |
| 1927年（昭和2年）4月1日   | フランス共和国 |      | レジオンドヌール勲章グランクロア     |      |
| 1931年（昭和6年）9月26日  | シャム王国     |      | レ・レファンブラン勲章グランクロア   |      |
| 1931年（昭和6年）12月24日 | エチオピア帝国 |      | メネリック第二世勲章グランクロア     |      |
| 1934年（昭和9年）3月1日   | 満洲帝国       |      | 建国功労章                           |      |

## 逸話

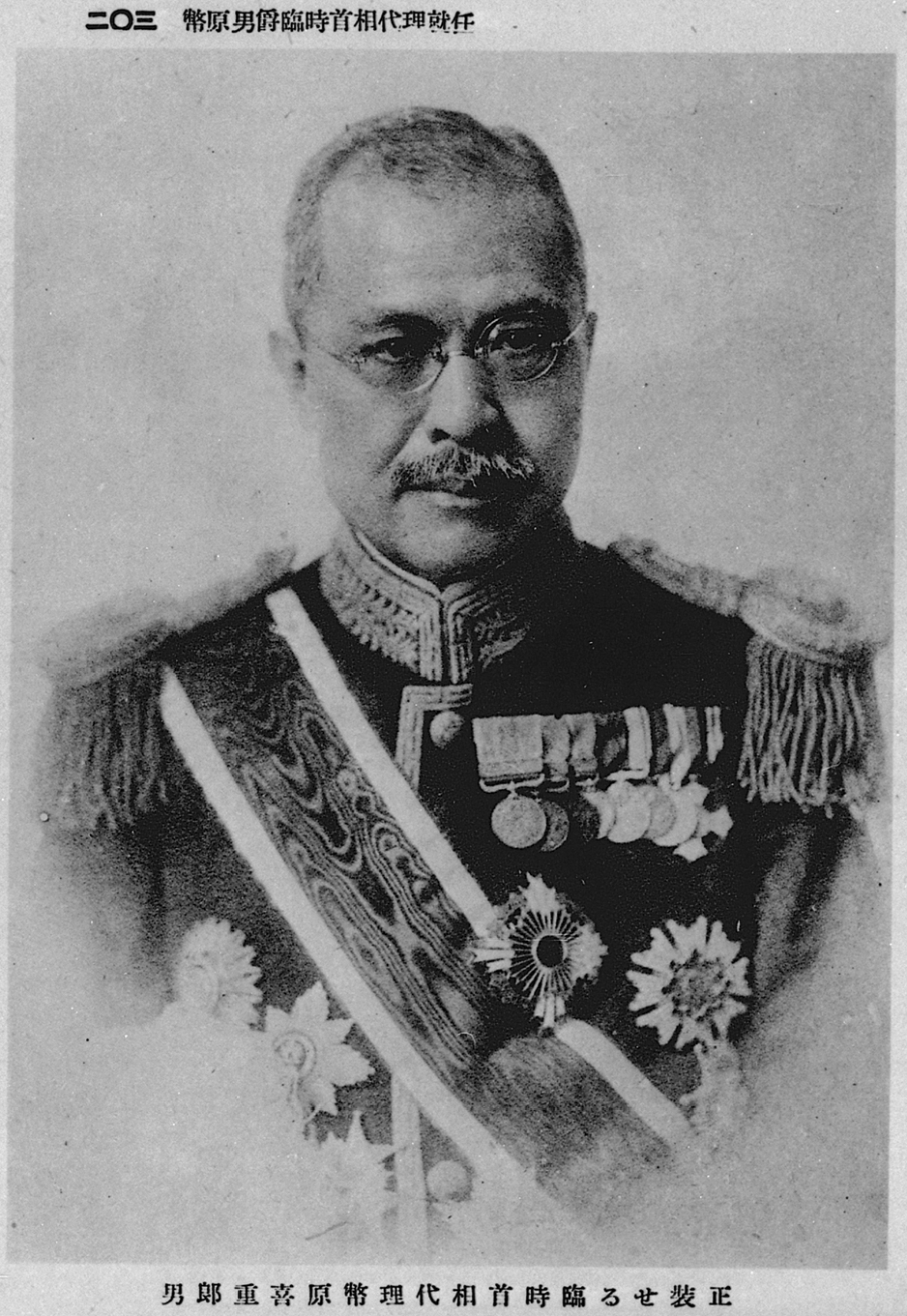
総理大臣臨時代理当時の幣原

- 「幣原」という語彙は欧米人、とくに英語圏の人間にとっては発音しづらいものであったらしく、或る日、幣原は外国人記者から英語で次の様な質問をされた。

記者：「閣下。貴方のファミリーネームは『シデハラ』なのですか?それとも『ヒデハラ』なのですか?」
幣原：「私（男性）は、『ヒーデハラ（heデハラ）』で、家内（女性）は『シーデハラ（sheデハラ）』です。」
旺盛なユーモア精神の持ち主でもあった幣原は、このように答えたという。周りの者は仕方が無いので追従笑いでごまかしたそうである。
- 関東大震災後、被害を受けた駿河台の住居から駒込の六義園へ引っ越した。引越しの際焼け残った荷物を運ぶ馬車が川に転落、文字通り丸裸の憂き目にあったという。
- 幣原は書道や文章に優れていることで外務省内には知られており、幣原が外務大臣だったときに次官を務めていた吉田茂は、省内の文書が次官の決裁後に大臣である幣原の下に届けられると、幣原が文面を全て校正してから決裁をすることを知って、「大臣の所に行った文書は書き直されてしまうのだから、大臣の決裁を貰ってからでないと次官の決裁は出せない」と皮肉を述べたところ、この話が幣原に伝わってしまい、暫くの間二人の仲は険悪になったと言われている。だが、東久邇宮内閣総辞職後にマッカーサーから後任総理について尋ねられた時、世間から忘れ去られていた幣原をマッカーサーに推挙したのは吉田であったという。
- 経歴や行動からクエーカー派クリスチャンであったという説が有力だが判然としていない。
- 濱口雄幸が立憲民政党の総裁になった際、中学校時代からの友人であり懇意であった幣原に副総裁になるよう要請した。そのころ幣原は外務大臣は政党と関係を持つべきでないとする信条を持っており、拒絶したという。
- 血盟団事件、二・二六事件の両事件で襲撃の標的となっていたが、病臥中であったことや事前に警官の警告があったことにより事なきを得た。
- 満洲事変当時のアメリカ国務長官ヘンリー・スティムソンは、回顧録にて「日本の軍部に対抗して幣原を支持せねばならぬ」と評価していた[91]。
- 1950年11月20日、国際ケア機構による支援物資「ケア物資」が10万個に達したことを記念し、10万個目の小包を衆議院議長として受け取った。記念式典に出席した連合国軍最高司令官総司令部関係者に対し、英語で感謝の意を伝えるスピーチを行っている[92]。

## 家族・親族
幣原喜重郎は幣原九市郎の婿養子である幣原新治郎の次男として生まれた。新治郎の長男、つまり喜重郎の兄に当たる幣原坦（幼名・徳治郎）は東洋史学者で教育行政官。坦の次女・澄江は農芸化学者・古在由直の長男・由正に嫁いだ。由正・澄江夫妻の長男が「コザイの式」で知られている天文学者・古在由秀であり、由正の弟、すなわち由直の次男がマルクス主義哲学者の古在由重である。古在由秀は最後の東京天文台（国立天文台の前身）台長および国立天文台の初代台長を務め「星の手帖」（既に廃刊）の編集委員としても知られており、2009年（平成21年）には文化功労者に選ばれている。また坦の孫に当たる幣原廣は弁護士で、古在由秀の従弟に当たる。第二東京弁護士会所属であり、副会長経験あり。多数の委員会活動に関与しているため、弁護士会では「多重会務者」などと呼ばれている。
幣原喜重郎の妻・雅子は三菱財閥の創業者・岩崎弥太郎の四女。したがって喜重郎は加藤高明（春路夫人が弥太郎の長女）や岩崎久弥（弥太郎の長男、三菱財閥3代目総帥）、木内重四郎（磯路夫人が弥太郎の次女）らの義弟に当たる。ただし春路・久弥・磯路の3人は弥太郎の正妻・喜勢が産んだのに対し雅子は妾腹の出である。したがって雅子は春路・久弥・磯路の異母妹に当たる。
喜重郎・雅子夫妻は3人の男子をもうけた。長男・道太郎は元獨協大学英語学科教授で幣原の著書「外交50年」の解説をした(長男隆太郎(1938年9月16日生)と次男章二(1940/9/30生と長女・倶子(1940/9/30生)がいて隆太郎には長男・愼一郎(1971/7/30生)と二男・幸二(1979生)がいる)、次男・重雄は元三菱製紙勤務、三男・平三は夭折。長男は改憲論者であった。なお幣原内閣で大蔵大臣を務めた渋沢敬三も磯路の婿に当たる姻戚である。渋沢敬三は渋沢栄一の孫に当たり、日銀総裁や大蔵大臣を務める傍ら、日本における民俗学の発展に多大な貢献をした学者でもある。また、1947年、岩崎家との縁から、財団法人東洋文庫の理事長に就任し、三菱財閥解体を受けて運営危機に陥った同文庫を翌年に国立国会図書館支部として維持させることに成功した。戦前より続く日本の東洋学研究の中心であった同文庫を解散の危機から救ったその功績は今日少なからず評価されている。
- 祖父・幣原九市郎（1806-1878） ‐ 河内国門真村（現・門真市）の豪農。幣原家はもともと石清水八幡宮に捧げる御幣を作っていたと言われる[101]。
- 父・幣原新治郎（1847-1921） ‐ 九市郎の長女・静の夫。門真村初代助役。旧姓・市川。実家は農家。
- 兄・幣原坦（1870-1953） ‐ 台北帝国大学初代総長。外孫に古在由秀。
- 妹・幣原節（1884年生） ‐ 大阪府初の女医（産婦人科）[102]
- 妻・幣原雅子（1881-1956） ‐ 岩崎弥太郎の四女（庶子）。
- 長男・幣原道太郎（1903年生） ‐ 国文学者。東京帝国大学卒。駒澤大学教授、獨協大学名誉教授。先妻・光子は西郷寅太郎の娘（1954年離婚）。光子の姪（西郷吉之助の娘）の夫に二信組事件の安全信用組合理事長・鈴木紳介。長女・倶子は今西清兵衛商店の卸売「泉屋」今西健策に嫁いだ。
- 次男・幣原重雄（1904年生） ‐ 三菱製紙勤務。東大法学部卒。岳父に野村財閥一族の野村元五郎

## 系譜
|              |              |              |              |              |              |  |  | 古在卯之助 |            |            |            |            |            |  |  |                  |                  |                  |                  |                  |                  |  |  |            |            |            |            |            |            |  |  |                      |                      |                      |                      |                      |                      |  |  |            |            |            |            |            |            |
|              |              |              |              |              |              |  |  |            |            |            |            |            |            |  |  |                  |                  |                  |                  |                  |                  |  |  |            |            |            |            |            |            |  |  |                      |                      |                      |                      |                      |                      |  |  |            |            |            |            |            |            |
| 古在弥五兵衛 | 古在弥五兵衛 | 古在弥五兵衛 | 古在弥五兵衛 | 古在弥五兵衛 | 古在弥五兵衛 |  |  | 良子       | 良子       | 良子       | 良子       | 良子       | 良子       |  |  |                  |                  |                  |                  |                  |                  |  |  | 古在由信   | 古在由信   | 古在由信   | 古在由信   | 古在由信   | 古在由信   |  |  |                      |                      |                      |                      |                      |                      |  |  |            |            |            |            |            |            |
| 古在弥五兵衛 | 古在弥五兵衛 | 古在弥五兵衛 | 古在弥五兵衛 | 古在弥五兵衛 | 古在弥五兵衛 |  |  | 良子       | 良子       | 良子       | 良子       | 良子       | 良子       |  |  |                  |                  |                  |                  |                  |                  |  |  | 古在由信   | 古在由信   | 古在由信   | 古在由信   | 古在由信   | 古在由信   |  |  |                      |                      |                      |                      |                      |                      |  |  |            |            |            |            |            |            |
|              |              |              |              |              |              |  |  |            |            |            |            |            |            |  |  | 古在由直         | 古在由直         | 古在由直         | 古在由直         | 古在由直         | 古在由直         |  |  | 静子       | 静子       | 静子       | 静子       | 静子       | 静子       |  |  |                      |                      |                      |                      |                      |                      |  |  |            |            |            |            |            |            |
|              |              |              |              |              |              |  |  |            |            |            |            |            |            |  |  | 古在由直         | 古在由直         | 古在由直         | 古在由直         | 古在由直         | 古在由直         |  |  | 静子       | 静子       | 静子       | 静子       | 静子       | 静子       |  |  |                      |                      |                      |                      |                      |                      |  |  |            |            |            |            |            |            |
|              |              |              |              |              |              |  |  | 柳下景由   | 柳下景由   | 柳下景由   | 柳下景由   | 柳下景由   | 柳下景由   |  |  |                  |                  |                  |                  |                  |                  |  |  | 古在由良   | 古在由良   | 古在由良   | 古在由良   | 古在由良   | 古在由良   |  |  |                      |                      |                      |                      |                      |                      |  |  |            |            |            |            |            |            |
|              |              |              |              |              |              |  |  | 柳下景由   | 柳下景由   | 柳下景由   | 柳下景由   | 柳下景由   | 柳下景由   |  |  |                  |                  |                  |                  |                  |                  |  |  | 古在由良   | 古在由良   | 古在由良   | 古在由良   | 古在由良   | 古在由良   |  |  |                      |                      |                      |                      |                      |                      |  |  |            |            |            |            |            |            |
|              |              |              |              |              |              |  |  | 清水貞幹   | 清水貞幹   | 清水貞幹   | 清水貞幹   | 清水貞幹   | 清水貞幹   |  |  | 豊子（清水紫琴） | 豊子（清水紫琴） | 豊子（清水紫琴） | 豊子（清水紫琴） | 豊子（清水紫琴） | 豊子（清水紫琴） |  |  | 古在由重   | 古在由重   | 古在由重   | 古在由重   | 古在由重   | 古在由重   |  |  | 古在豊樹             | 古在豊樹             | 古在豊樹             | 古在豊樹             | 古在豊樹             | 古在豊樹             |  |  |            |            |            |            |            |            |
|              |              |              |              |              |              |  |  | 清水貞幹   | 清水貞幹   | 清水貞幹   | 清水貞幹   | 清水貞幹   | 清水貞幹   |  |  | 豊子（清水紫琴） | 豊子（清水紫琴） | 豊子（清水紫琴） | 豊子（清水紫琴） | 豊子（清水紫琴） | 豊子（清水紫琴） |  |  | 古在由重   | 古在由重   | 古在由重   | 古在由重   | 古在由重   | 古在由重   |  |  | 古在豊樹             | 古在豊樹             | 古在豊樹             | 古在豊樹             | 古在豊樹             | 古在豊樹             |  |  |            |            |            |            |            |            |
|              |              |              |              |              |              |  |  |            |            |            |            |            |            |  |  |                  |                  |                  |                  |                  |                  |  |  | 古在由正   |            |            |            |            |            |  |  |                      |                      |                      |                      |                      |                      |  |  |            |            |            |            |            |            |
|              |              |              |              |              |              |  |  |            |            |            |            |            |            |  |  |                  |                  |                  |                  |                  |                  |  |  |            |            |            |            |            |            |  |  |                      |                      |                      |                      |                      |                      |  |  |            |            |            |            |            |            |
|              |              |              |              |              |              |  |  |            |            |            |            |            |            |  |  |                  |                  |                  |                  |                  |                  |  |  |            |            |            |            |            |            |  |  | 古在由秀             |                      |                      |                      |                      |                      |  |  |            |            |            |            |            |            |
|              |              |              |              |              |              |  |  |            |            |            |            |            |            |  |  |                  |                  |                  |                  |                  |                  |  |  |            |            |            |            |            |            |  |  |                      |                      |                      |                      |                      |                      |  |  |            |            |            |            |            |            |
|              |              |              |              |              |              |  |  | 熊沢善庵   | 熊沢善庵   | 熊沢善庵   | 熊沢善庵   | 熊沢善庵   | 熊沢善庵   |  |  | 妙子             | 妙子             | 妙子             | 妙子             | 妙子             | 妙子             |  |  | 澄江       | 澄江       | 澄江       | 澄江       | 澄江       | 澄江       |  |  |                      |                      |                      |                      |                      |                      |  |  |            |            |            |            |            |            |
|              |              |              |              |              |              |  |  | 熊沢善庵   | 熊沢善庵   | 熊沢善庵   | 熊沢善庵   | 熊沢善庵   | 熊沢善庵   |  |  | 妙子             | 妙子             | 妙子             | 妙子             | 妙子             | 妙子             |  |  | 澄江       | 澄江       | 澄江       | 澄江       | 澄江       | 澄江       |  |  |                      |                      |                      |                      |                      |                      |  |  |            |            |            |            |            |            |
|              |              |              |              |              |              |  |  |            |            |            |            |            |            |  |  |                  |                  |                  |                  |                  |                  |  |  | 幣原顕     | 幣原顕     | 幣原顕     | 幣原顕     | 幣原顕     | 幣原顕     |  |  | 幣原廣               | 幣原廣               | 幣原廣               | 幣原廣               | 幣原廣               | 幣原廣               |  |  |            |            |            |            |            |            |
|              |              |              |              |              |              |  |  |            |            |            |            |            |            |  |  |                  |                  |                  |                  |                  |                  |  |  | 幣原顕     | 幣原顕     | 幣原顕     | 幣原顕     | 幣原顕     | 幣原顕     |  |  | 幣原廣               | 幣原廣               | 幣原廣               | 幣原廣               | 幣原廣               | 幣原廣               |  |  |            |            |            |            |            |            |
|              |              |              |              |              |              |  |  | 幣原新治郎 | 幣原新治郎 | 幣原新治郎 | 幣原新治郎 | 幣原新治郎 | 幣原新治郎 |  |  | 幣原坦           | 幣原坦           | 幣原坦           | 幣原坦           | 幣原坦           | 幣原坦           |  |  |            |            |            |            |            |            |  |  |                      |                      |                      |                      |                      |                      |  |  | 幣原幸秀   | 幣原幸秀   | 幣原幸秀   | 幣原幸秀   | 幣原幸秀   | 幣原幸秀   |
|              |              |              |              |              |              |  |  | 幣原新治郎 | 幣原新治郎 | 幣原新治郎 | 幣原新治郎 | 幣原新治郎 | 幣原新治郎 |  |  | 幣原坦           | 幣原坦           | 幣原坦           | 幣原坦           | 幣原坦           | 幣原坦           |  |  |            |            |            |            |            |            |  |  |                      |                      |                      |                      |                      |                      |  |  | 幣原幸秀   | 幣原幸秀   | 幣原幸秀   | 幣原幸秀   | 幣原幸秀   | 幣原幸秀   |
| 幣原九市郎   | 幣原九市郎   | 幣原九市郎   | 幣原九市郎   | 幣原九市郎   | 幣原九市郎   |  |  |            |            |            |            |            |            |  |  |                  |                  |                  |                  |                  |                  |  |  | 幣原元     | 幣原元     | 幣原元     | 幣原元     | 幣原元     | 幣原元     |  |  | 和子                 | 和子                 | 和子                 | 和子                 | 和子                 | 和子                 |  |  | 幣原和寿   | 幣原和寿   | 幣原和寿   | 幣原和寿   | 幣原和寿   | 幣原和寿   |
| 幣原九市郎   | 幣原九市郎   | 幣原九市郎   | 幣原九市郎   | 幣原九市郎   | 幣原九市郎   |  |  |            |            |            |            |            |            |  |  |                  |                  |                  |                  |                  |                  |  |  | 幣原元     | 幣原元     | 幣原元     | 幣原元     | 幣原元     | 幣原元     |  |  | 和子                 | 和子                 | 和子                 | 和子                 | 和子                 | 和子                 |  |  | 幣原和寿   | 幣原和寿   | 幣原和寿   | 幣原和寿   | 幣原和寿   | 幣原和寿   |
|              |              |              |              |              |              |  |  | 静ヅ       | 静ヅ       | 静ヅ       | 静ヅ       | 静ヅ       | 静ヅ       |  |  | 幣原喜重郎       | 幣原喜重郎       | 幣原喜重郎       | 幣原喜重郎       | 幣原喜重郎       | 幣原喜重郎       |  |  |            |            |            |            |            |            |  |  |                      |                      |                      |                      |                      |                      |  |  | 幣原匡     | 幣原匡     | 幣原匡     | 幣原匡     | 幣原匡     | 幣原匡     |
|              |              |              |              |              |              |  |  |            | 静ヅ       | 静ヅ       | 静ヅ       | 静ヅ       | 静ヅ       |  |  | 幣原喜重郎       | 幣原喜重郎       | 幣原喜重郎       | 幣原喜重郎       | 幣原喜重郎       | 幣原喜重郎       |  |  |            |            |            |            |            |            |  |  |                      |                      |                      |                      |                      |                      |  |  | 幣原匡     | 幣原匡     | 幣原匡     | 幣原匡     | 幣原匡     | 幣原匡     |
| ナカ         | ナカ         | ナカ         | ナカ         | ナカ         | ナカ         |  |  |            |            |            |            |            |            |  |  |                  |                  |                  |                  |                  |                  |  |  | 幣原道太郎 | 幣原道太郎 | 幣原道太郎 | 幣原道太郎 | 幣原道太郎 | 幣原道太郎 |  |  | 幣原隆太郎           | 幣原隆太郎           | 幣原隆太郎           | 幣原隆太郎           | 幣原隆太郎           | 幣原隆太郎           |  |  | 幣原慎一郎 | 幣原慎一郎 | 幣原慎一郎 | 幣原慎一郎 | 幣原慎一郎 | 幣原慎一郎 |
| ナカ         | ナカ         | ナカ         | ナカ         | ナカ         | ナカ         |  |  |            |            |            |            |            |            |  |  |                  |                  |                  |                  |                  |                  |  |  | 幣原道太郎 | 幣原道太郎 | 幣原道太郎 | 幣原道太郎 | 幣原道太郎 | 幣原道太郎 |  |  | 幣原隆太郎           | 幣原隆太郎           | 幣原隆太郎           | 幣原隆太郎           | 幣原隆太郎           | 幣原隆太郎           |  |  | 幣原慎一郎 | 幣原慎一郎 | 幣原慎一郎 | 幣原慎一郎 | 幣原慎一郎 | 幣原慎一郎 |
|              |              |              |              |              |              |  |  | 岩崎弥太郎 | 岩崎弥太郎 | 岩崎弥太郎 | 岩崎弥太郎 | 岩崎弥太郎 | 岩崎弥太郎 |  |  | 雅子             | 雅子             | 雅子             | 雅子             | 雅子             | 雅子             |  |  | 幣原重雄   | 幣原重雄   | 幣原重雄   | 幣原重雄   | 幣原重雄   | 幣原重雄   |  |  | 今西健策             | 今西健策             | 今西健策             | 今西健策             | 今西健策             | 今西健策             |  |  | 幣原幸二   | 幣原幸二   | 幣原幸二   | 幣原幸二   | 幣原幸二   | 幣原幸二   |
|              |              |              |              |              |              |  |  | 岩崎弥太郎 | 岩崎弥太郎 | 岩崎弥太郎 | 岩崎弥太郎 | 岩崎弥太郎 | 岩崎弥太郎 |  |  | 雅子             | 雅子             | 雅子             | 雅子             | 雅子             | 雅子             |  |  | 幣原重雄   | 幣原重雄   | 幣原重雄   | 幣原重雄   | 幣原重雄   | 幣原重雄   |  |  | 今西健策             | 今西健策             | 今西健策             | 今西健策             | 今西健策             | 今西健策             |  |  | 幣原幸二   | 幣原幸二   | 幣原幸二   | 幣原幸二   | 幣原幸二   | 幣原幸二   |
|              |              |              |              |              |              |  |  |            |            |            |            |            |            |  |  |                  |                  |                  |                  |                  |                  |  |  | 幣原平三   |            |            |            |            |            |  |  |                      |                      |                      |                      |                      |                      |  |  |            |            |            |            |            |            |
|              |              |              |              |              |              |  |  |            |            |            |            |            |            |  |  |                  |                  |                  |                  |                  |                  |  |  |            |            |            |            |            |            |  |  |                      |                      |                      |                      |                      |                      |  |  |            |            |            |            |            |            |
|              |              |              |              |              |              |  |  |            |            |            |            |            |            |  |  |                  |                  |                  |                  |                  |                  |  |  |            |            |            |            |            |            |  |  | 倶子                 |                      |                      |                      |                      |                      |  |  |            |            |            |            |            |            |
|              |              |              |              |              |              |  |  |            |            |            |            |            |            |  |  |                  |                  |                  |                  |                  |                  |  |  |            |            |            |            |            |            |  |  |                      |                      |                      |                      |                      |                      |  |  |            |            |            |            |            |            |
|              |              |              |              |              |              |  |  |            |            |            |            |            |            |  |  |                  |                  |                  |                  |                  |                  |  |  |            |            |            |            |            |            |  |  | 幣原章二             |                      |                      |                      |                      |                      |  |  |            |            |            |            |            |            |
|              |              |              |              |              |              |  |  |            |            |            |            |            |            |  |  |                  |                  |                  |                  |                  |                  |  |  |            |            |            |            |            |            |  |  |                      |                      |                      |                      |                      |                      |  |  |            |            |            |            |            |            |
|              |              |              |              |              |              |  |  |            |            |            |            |            |            |  |  | 岩崎久弥         | 岩崎久弥         | 岩崎久弥         | 岩崎久弥         | 岩崎久弥         | 岩崎久弥         |  |  | 岩崎彦弥太 | 岩崎彦弥太 | 岩崎彦弥太 | 岩崎彦弥太 | 岩崎彦弥太 | 岩崎彦弥太 |  |  | 岩崎寛弥             | 岩崎寛弥             | 岩崎寛弥             | 岩崎寛弥             | 岩崎寛弥             | 岩崎寛弥             |  |  |            |            |            |            |            |            |
|              |              |              |              |              |              |  |  |            |            |            |            |            |            |  |  | 岩崎久弥         | 岩崎久弥         | 岩崎久弥         | 岩崎久弥         | 岩崎久弥         | 岩崎久弥         |  |  | 岩崎彦弥太 | 岩崎彦弥太 | 岩崎彦弥太 | 岩崎彦弥太 | 岩崎彦弥太 | 岩崎彦弥太 |  |  | 岩崎寛弥             | 岩崎寛弥             | 岩崎寛弥             | 岩崎寛弥             | 岩崎寛弥             | 岩崎寛弥             |  |  |            |            |            |            |            |            |
|              |              |              |              |              |              |  |  |            |            |            |            |            |            |  |  | 木内重四郎       | 木内重四郎       | 木内重四郎       | 木内重四郎       | 木内重四郎       | 木内重四郎       |  |  | 木内良胤   | 木内良胤   | 木内良胤   | 木内良胤   | 木内良胤   | 木内良胤   |  |  | 木内昭胤             | 木内昭胤             | 木内昭胤             | 木内昭胤             | 木内昭胤             | 木内昭胤             |  |  | 木内孝胤   | 木内孝胤   | 木内孝胤   | 木内孝胤   | 木内孝胤   | 木内孝胤   |
|              |              |              |              |              |              |  |  |            |            |            |            |            |            |  |  | 木内重四郎       | 木内重四郎       | 木内重四郎       | 木内重四郎       | 木内重四郎       | 木内重四郎       |  |  | 木内良胤   | 木内良胤   | 木内良胤   | 木内良胤   | 木内良胤   | 木内良胤   |  |  | 木内昭胤             | 木内昭胤             | 木内昭胤             | 木内昭胤             | 木内昭胤             | 木内昭胤             |  |  | 木内孝胤   | 木内孝胤   | 木内孝胤   | 木内孝胤   | 木内孝胤   | 木内孝胤   |
|              |              |              |              |              |              |  |  |            |            |            |            |            |            |  |  |                  |                  |                  |                  |                  |                  |  |  | 木内信胤   |            |            |            |            |            |  |  |                      |                      |                      |                      |                      |                      |  |  |            |            |            |            |            |            |
|              |              |              |              |              |              |  |  |            |            |            |            |            |            |  |  |                  |                  |                  |                  |                  |                  |  |  |            |            |            |            |            |            |  |  |                      |                      |                      |                      |                      |                      |  |  |            |            |            |            |            |            |
|              |              |              |              |              |              |  |  |            |            |            |            |            |            |  |  | 磯路             | 磯路             | 磯路             | 磯路             | 磯路             | 磯路             |  |  | 渋沢敬三   | 渋沢敬三   | 渋沢敬三   | 渋沢敬三   | 渋沢敬三   | 渋沢敬三   |  |  |                      |                      |                      |                      |                      |                      |  |  |            |            |            |            |            |            |
|              |              |              |              |              |              |  |  |            |            |            |            |            |            |  |  | 磯路             | 磯路             | 磯路             | 磯路             | 磯路             | 磯路             |  |  | 渋沢敬三   | 渋沢敬三   | 渋沢敬三   | 渋沢敬三   | 渋沢敬三   | 渋沢敬三   |  |  |                      |                      |                      |                      |                      |                      |  |  |            |            |            |            |            |            |
|              |              |              |              |              |              |  |  | 喜勢       | 喜勢       | 喜勢       | 喜勢       | 喜勢       | 喜勢       |  |  |                  |                  |                  |                  |                  |                  |  |  |            |            |            |            |            |            |  |  | 渋沢雅英             | 渋沢雅英             | 渋沢雅英             | 渋沢雅英             | 渋沢雅英             | 渋沢雅英             |  |  |            |            |            |            |            |            |
|              |              |              |              |              |              |  |  | 喜勢       | 喜勢       | 喜勢       | 喜勢       | 喜勢       | 喜勢       |  |  |                  |                  |                  |                  |                  |                  |  |  |            |            |            |            |            |            |  |  | 渋沢雅英             | 渋沢雅英             | 渋沢雅英             | 渋沢雅英             | 渋沢雅英             | 渋沢雅英             |  |  |            |            |            |            |            |            |
| 岩崎弥次郎   | 岩崎弥次郎   | 岩崎弥次郎   | 岩崎弥次郎   | 岩崎弥次郎   | 岩崎弥次郎   |  |  |            |            |            |            |            |            |  |  |                  |                  |                  |                  |                  |                  |  |  | 登喜子     | 登喜子     | 登喜子     | 登喜子     | 登喜子     | 登喜子     |  |  |                      |                      |                      |                      |                      |                      |  |  |            |            |            |            |            |            |
| 岩崎弥次郎   | 岩崎弥次郎   | 岩崎弥次郎   | 岩崎弥次郎   | 岩崎弥次郎   | 岩崎弥次郎   |  |  |            |            |            |            |            |            |  |  |                  |                  |                  |                  |                  |                  |  |  | 登喜子     | 登喜子     | 登喜子     | 登喜子     | 登喜子     | 登喜子     |  |  |                      |                      |                      |                      |                      |                      |  |  |            |            |            |            |            |            |
|              |              |              |              |              |              |  |  |            |            |            |            |            |            |  |  | 加藤高明         | 加藤高明         | 加藤高明         | 加藤高明         | 加藤高明         | 加藤高明         |  |  | 加藤厚太郎 | 加藤厚太郎 | 加藤厚太郎 | 加藤厚太郎 | 加藤厚太郎 | 加藤厚太郎 |  |  |                      |                      |                      |                      |                      |                      |  |  |            |            |            |            |            |            |
|              |              |              |              |              |              |  |  |            |            |            |            |            |            |  |  | 加藤高明         | 加藤高明         | 加藤高明         | 加藤高明         | 加藤高明         | 加藤高明         |  |  | 加藤厚太郎 | 加藤厚太郎 | 加藤厚太郎 | 加藤厚太郎 | 加藤厚太郎 | 加藤厚太郎 |  |  |                      |                      |                      |                      |                      |                      |  |  |            |            |            |            |            |            |
| 美和         |              |              |              |              |              |  |  |            |            |            |            |            |            |  |  |                  |                  |                  |                  |                  |                  |  |  |            |            |            |            |            |            |  |  |                      |                      |                      |                      |                      |                      |  |  |            |            |            |            |            |            |
|              |              |              |              |              |              |  |  |            |            |            |            |            |            |  |  |                  |                  |                  |                  |                  |                  |  |  |            |            |            |            |            |            |  |  |                      |                      |                      |                      |                      |                      |  |  |            |            |            |            |            |            |
|              |              |              |              |              |              |  |  |            |            |            |            |            |            |  |  | 春路             | 春路             | 春路             | 春路             | 春路             | 春路             |  |  | 悦子       | 悦子       | 悦子       | 悦子       | 悦子       | 悦子       |  |  |                      |                      |                      |                      |                      |                      |  |  | 岡部長忠   | 岡部長忠   | 岡部長忠   | 岡部長忠   | 岡部長忠   | 岡部長忠   |
|              |              |              |              |              |              |  |  |            |            |            |            |            |            |  |  | 春路             | 春路             | 春路             | 春路             | 春路             | 春路             |  |  | 悦子       | 悦子       | 悦子       | 悦子       | 悦子       | 悦子       |  |  |                      |                      |                      |                      |                      |                      |  |  | 岡部長忠   | 岡部長忠   | 岡部長忠   | 岡部長忠   | 岡部長忠   | 岡部長忠   |
|              |              |              |              |              |              |  |  |            |            |            |            |            |            |  |  |                  |                  |                  |                  |                  |                  |  |  |            |            |            |            |            |            |  |  | 岡部長衡             |                      |                      |                      |                      |                      |  |  |            |            |            |            |            |            |
|              |              |              |              |              |              |  |  |            |            |            |            |            |            |  |  |                  |                  |                  |                  |                  |                  |  |  |            |            |            |            |            |            |  |  |                      |                      |                      |                      |                      |                      |  |  |            |            |            |            |            |            |
|              |              |              |              |              |              |  |  |            |            |            |            |            |            |  |  |                  |                  |                  |                  |                  |                  |  |  | 岡部長景   | 岡部長景   | 岡部長景   | 岡部長景   | 岡部長景   | 岡部長景   |  |  |                      |                      |                      |                      |                      |                      |  |  | 岡部長義   | 岡部長義   | 岡部長義   | 岡部長義   | 岡部長義   | 岡部長義   |
|              |              |              |              |              |              |  |  |            |            |            |            |            |            |  |  |                  |                  |                  |                  |                  |                  |  |  | 岡部長景   | 岡部長景   | 岡部長景   | 岡部長景   | 岡部長景   | 岡部長景   |  |  |                      |                      |                      |                      |                      |                      |  |  | 岡部長義   | 岡部長義   | 岡部長義   | 岡部長義   | 岡部長義   | 岡部長義   |
|              |              |              |              |              |              |  |  | 岡部長発   | 岡部長発   | 岡部長発   | 岡部長発   | 岡部長発   | 岡部長発   |  |  | 岡部長職         | 岡部長職         | 岡部長職         | 岡部長職         | 岡部長職         | 岡部長職         |  |  |            |            |            |            |            |            |  |  |                      |                      |                      |                      |                      |                      |  |  |            |            |            |            |            |            |
|              |              |              |              |              |              |  |  | 岡部長発   | 岡部長発   | 岡部長発   | 岡部長発   | 岡部長発   | 岡部長発   |  |  | 岡部長職         | 岡部長職         | 岡部長職         | 岡部長職         | 岡部長職         | 岡部長職         |  |  |            |            |            |            |            |            |  |  |                      |                      |                      |                      |                      |                      |  |  |            |            |            |            |            |            |
|              |              |              |              |              |              |  |  |            |            |            |            |            |            |  |  |                  |                  |                  |                  |                  |                  |  |  | 岡部長章   | 岡部長章   | 岡部長章   | 岡部長章   | 岡部長章   | 岡部長章   |  |  | 岡部長興（岡部牧夫） | 岡部長興（岡部牧夫） | 岡部長興（岡部牧夫） | 岡部長興（岡部牧夫） | 岡部長興（岡部牧夫） | 岡部長興（岡部牧夫） |  |  |            |            |            |            |            |            |
|              |              |              |              |              |              |  |  |            |            |            |            |            |            |  |  |                  |                  |                  |                  |                  |                  |  |  | 岡部長章   | 岡部長章   | 岡部長章   | 岡部長章   | 岡部長章   | 岡部長章   |  |  | 岡部長興（岡部牧夫） | 岡部長興（岡部牧夫） | 岡部長興（岡部牧夫） | 岡部長興（岡部牧夫） | 岡部長興（岡部牧夫） | 岡部長興（岡部牧夫） |  |  |            |            |            |            |            |            |
|              |              |              |              |              |              |  |  |            |            |            |            |            |            |  |  |                  |                  |                  |                  |                  |                  |  |  |            |            |            |            |            |            |  |  |                      |                      |                      |                      |                      |                      |  |  |            |            |            |            |            |            |
|              |              |              |              |              |              |  |  |            |            |            |            |            |            |  |  |                  |                  |                  |                  |                  |                  |  |  |            |            |            |            |            |            |  |  |                      |                      |                      |                      |                      |                      |  |  |            |            |            |            |            |            |
|              |              |              |              |              |              |  |  | 櫻井房記   | 櫻井房記   | 櫻井房記   | 櫻井房記   | 櫻井房記   | 櫻井房記   |  |  | 須美             | 須美             | 須美             | 須美             | 須美             | 須美             |  |  | 妙子       | 妙子       | 妙子       | 妙子       | 妙子       | 妙子       |  |  | 岡部長憲             | 岡部長憲             | 岡部長憲             | 岡部長憲             | 岡部長憲             | 岡部長憲             |  |  |            |            |            |            |            |            |
|              |              |              |              |              |              |  |  | 櫻井房記   | 櫻井房記   | 櫻井房記   | 櫻井房記   | 櫻井房記   | 櫻井房記   |  |  | 須美             | 須美             | 須美             | 須美             | 須美             | 須美             |  |  | 妙子       | 妙子       | 妙子       | 妙子       | 妙子       | 妙子       |  |  | 岡部長憲             | 岡部長憲             | 岡部長憲             | 岡部長憲             | 岡部長憲             | 岡部長憲             |  |  |            |            |            |            |            |            |
|              |              |              |              |              |              |  |  |            |            |            |            |            |            |  |  |                  |                  |                  |                  |                  |                  |  |  | 岩崎毅太郎 | 岩崎毅太郎 | 岩崎毅太郎 | 岩崎毅太郎 | 岩崎毅太郎 | 岩崎毅太郎 |  |  | 岩崎正寛             | 岩崎正寛             | 岩崎正寛             | 岩崎正寛             | 岩崎正寛             | 岩崎正寛             |  |  |            |            |            |            |            |            |
|              |              |              |              |              |              |  |  |            |            |            |            |            |            |  |  |                  |                  |                  |                  |                  |                  |  |  | 岩崎毅太郎 | 岩崎毅太郎 | 岩崎毅太郎 | 岩崎毅太郎 | 岩崎毅太郎 | 岩崎毅太郎 |  |  | 岩崎正寛             | 岩崎正寛             | 岩崎正寛             | 岩崎正寛             | 岩崎正寛             | 岩崎正寛             |  |  |            |            |            |            |            |            |
|              |              |              |              |              |              |  |  | 岩崎弥之助 | 岩崎弥之助 | 岩崎弥之助 | 岩崎弥之助 | 岩崎弥之助 | 岩崎弥之助 |  |  | 岩崎輝弥         | 岩崎輝弥         | 岩崎輝弥         | 岩崎輝弥         | 岩崎輝弥         | 岩崎輝弥         |  |  | 岩崎英二郎 | 岩崎英二郎 | 岩崎英二郎 | 岩崎英二郎 | 岩崎英二郎 | 岩崎英二郎 |  |  | 岩崎透               | 岩崎透               | 岩崎透               | 岩崎透               | 岩崎透               | 岩崎透               |  |  |            |            |            |            |            |            |
|              |              |              |              |              |              |  |  | 岩崎弥之助 | 岩崎弥之助 | 岩崎弥之助 | 岩崎弥之助 | 岩崎弥之助 | 岩崎弥之助 |  |  | 岩崎輝弥         | 岩崎輝弥         | 岩崎輝弥         | 岩崎輝弥         | 岩崎輝弥         | 岩崎輝弥         |  |  | 岩崎英二郎 | 岩崎英二郎 | 岩崎英二郎 | 岩崎英二郎 | 岩崎英二郎 | 岩崎英二郎 |  |  | 岩崎透               | 岩崎透               | 岩崎透               | 岩崎透               | 岩崎透               | 岩崎透               |  |  |            |            |            |            |            |            |
|              |              |              |              |              |              |  |  |            |            |            |            |            |            |  |  | 岩崎俊弥         | 岩崎俊弥         | 岩崎俊弥         | 岩崎俊弥         | 岩崎俊弥         | 岩崎俊弥         |  |  |            |            |            |            |            |            |  |  | 岩崎純               | 岩崎純               | 岩崎純               | 岩崎純               | 岩崎純               | 岩崎純               |  |  |            |            |            |            |            |            |
|              |              |              |              |              |              |  |  |            |            |            |            |            |            |  |  | 岩崎俊弥         | 岩崎俊弥         | 岩崎俊弥         | 岩崎俊弥         | 岩崎俊弥         | 岩崎俊弥         |  |  |            |            |            |            |            |            |  |  | 岩崎純               | 岩崎純               | 岩崎純               | 岩崎純               | 岩崎純               | 岩崎純               |  |  |            |            |            |            |            |            |
| 後藤象二郎   | 後藤象二郎   | 後藤象二郎   | 後藤象二郎   | 後藤象二郎   | 後藤象二郎   |  |  | 早苗       | 早苗       | 早苗       | 早苗       | 早苗       | 早苗       |  |  | 岩崎小弥太       | 岩崎小弥太       | 岩崎小弥太       | 岩崎小弥太       | 岩崎小弥太       | 岩崎小弥太       |  |  |            |            |            |            |            |            |  |  |                      |                      |                      |                      |                      |                      |  |  |            |            |            |            |            |            |
| 後藤象二郎   | 後藤象二郎   | 後藤象二郎   | 後藤象二郎   | 後藤象二郎   | 後藤象二郎   |  |  | 早苗       | 早苗       | 早苗       | 早苗       | 早苗       | 早苗       |  |  | 岩崎小弥太       | 岩崎小弥太       | 岩崎小弥太       | 岩崎小弥太       | 岩崎小弥太       | 岩崎小弥太       |  |  |            |            |            |            |            |            |  |  |                      |                      |                      |                      |                      |                      |  |  |            |            |            |            |            |            |

## 著作
- 『外交五十年』中公文庫。ISBN 4-122013-91-7。
- 『幣原喜重郎 - 外交五十年 人間の記録.64』、日本図書センター。ISBN 4-820543-09-1。
※ただし刊行時期が、占領下（読売新聞社、1951年）であるため、戦後についての執筆部分の信頼性には、疑問の声もある、原書房版は長男が解説している。

## 関連作品
映画
- 『小説吉田学校』（1983年、演：三津田健）
- 『日本独立』（2020年、演：石橋蓮司）

テレビドラマ
- 『日本の戦後』第2集「サンルームの二時間 憲法GHQ案の衝撃」（1977年、NHK、演：中村伸郎）
- 『ポーツマスの旗』（1981年、NHK、演：和田周）
- 『憲法はまだか』（1996年、NHK、演：神山繁）
- 『白洲次郎』（2009年、NHK、演：石橋雅史）
- 『負けて、勝つ 〜戦後を創った男・吉田茂〜』（2012年9月 - 10月、NHK、演：中村敦夫）
- 『青天を衝け』（2021年、NHK大河ドラマ、演：近藤芳正）

### 伝記
- 宇治田直義『日本宰相列伝17　幣原喜重郎』時事通信社 1985年。旧版：同「三代宰相列伝」1958年
- 塩田潮『最後の御奉公　宰相幣原喜重郎』文藝春秋 1992年。ISBN 4-163463-80-1。
  - 新版『日本国憲法をつくった男 宰相幣原喜重郎』文春文庫 1998年、朝日文庫 2017年。ISBN 402-2618930
- 岡崎久彦『幣原喜重郎とその時代』PHP文庫 2003年。ISBN 456-9579930
- 服部龍二『幣原喜重郎　外交と民主主義』有斐閣、2006年／増補版：吉田書店、2017年。ISBN 490-5497523
- 種稲秀司『幣原喜重郎』吉川弘文館「人物叢書」2021年。ISBN 9784642053013
- 熊本史雄『幣原喜重郎　国際協調の外政家から占領期の首相へ』中公新書 2021年。ISBN 412-1026381